# Escalos de Baixo
Escalos de Baixo era una freguesia portuguesa del municipio de Castelo Branco, distrito de Castelo Branco.

## Historia
Fue suprimida el 28 de enero de 2013, en aplicación de una resolución de la Asamblea de la República portuguesa promulgada el 16 de enero de 2013 al unirse con la freguesia de Mata, formando la nueva freguesia de Escalos de Baixo e Mata.
En el pueblo se asentó el cineasta y pintor andaluz Fernando Ruiz Vergara, autor de Rocío, documental secuestrado por la policía española.[cita requerida]